# السنائي
أبوالمجد بن مجدود بن آدم سنائي الغزنوي عُرف بالحكيم سنائي والسنائي الغزنوي. أول الشعراء المتصوفين الثلاثة العظام ممن كتبوا المثنويات في إيران.تعد منظومته حديقة الحقيقة أول منظومة صوفية.

## مؤلفاته
تشتمل مؤلفاته على سبع مثنويات وديوان باللغة الفارسية
- حديقة الحقيقة وهي المثنوية الأشهر بين مثنوياته. أهداها إلى بهرامشاه سلطان غزنه آنذاك، وهي عبارة عن عشر ألف بيت مقسمة إلى عشرة فصول، تتبع بحرالخفيف المسدس المشعث المقصور.
- طريق التحقيق.
- غريب‌نامه.
- سيرالعباد.
- كارنامه
- عشق نامه.
- عقل نامه.

- ديوان: وقد نقُش على الحجر في طهران سنة 1264هـ. تشتمل نسخته المطبوعة تشتمل على 271 صحيفة، كل صحيفة منها تشتمل على 45 بيتًا تقريبًا. بحيث يبلغ مجموع الأبيات التي يتضمنها الديوان اثنا عشر ألف بيت من الشعر، موزعة بين القصائد والترجيعات والتركيبات والغزليات والمسمطات والرباعيات.[3]

## أقواله
| السنائي | علامة السالك أن تجدهُ باردًا في الجحيم وعلامة العاشق أن تراهُ جافًا في البحرِ | السنائي |

| السنائي | ودعكَ من كل كلامٍ يُبعدكَ عن الطريق سواءً كان كفرًا أ إيمانًا ومن كل نقشٍ يبعدكَ عن الحبيبِ سواءً كان جميلاً أم قبيحًا | السنائي |